# 每當變幻時 (歌曲)
《每当变幻时》是一首在1977年推出的香港粵語流行歌，由卢国沾填词、薰妮主唱、陸堯編曲。歌曲推出後街知巷闻，位列首屆十大中文金曲頒獎禮的十大中文金曲，屬薰妮其中一首代表作，也被視為盧國沾早年較為人熟悉的哲理詞。後來曾獲不少歌手翻唱，如許冠英、許冠傑、葉麗儀、陳慧嫻、張偉文、呂珊、溫拿樂隊、楊千嬅、黃浩然，以及引為影視歌曲，如電影《每當變幻時》（由電影女主角楊千嬅翻唱）和《綫人》。
2017年，香港電台舉辦「摯愛20真經典」票選，此曲入選華語金曲十大，也是十首金曲之中年資最深的一首（1977年）。

## 背景
原曲為古賀政男作曲、西條八十填詞的日語歌《莎韻之鐘》，歌詞歌頌為日本犧牲的台灣皇民。1962年獲音樂家周藍萍重新填詞編曲為國語歌《月光小夜曲》，洗去原曲的軍國主義色彩，並由台灣歌手張清真首唱，收錄於《四海歌曲精華第二集》。1977年，薰妮簽約永恆唱片出道，與馮偉棠發表合輯《每當變幻時、飄零夢》，《每當變幻時》屬A面第一首，也是薰妮惟一一首自己挑選的曲目。薰妮憶述當時廿一歲的她適逢父母離婚，受歌詞觸動，錄音時邊唱邊哭。

## 評價
曲詞風格「溫婉低迴」，描寫人生變幻無常。詞評人黃志華指《每當變幻時》是盧國沾早期罕有優秀且流行的非影視歌詞，朱耀偉遂認為此曲跟《小李飛刀》一類由電視劇集劇情所衍生的哲理詞不同。黃志華也認為，作為盧國沾早年的哲理詞，《每當變幻時》的特色是「每從大處著墨」、「細嚼詞意，卻欠缺了餘味」，不及盧氏後期「較婉轉曲折…（對）個別哲理的闡述」。
填詞人林夕說雖然當時流行曲的地位低下，但其初中中文老師曾把《每當變幻時》的歌詞放在課堂討論，林又認為「石頭他朝成翡翠」的比喻在當時的詞壇是相當前衛的寫法。